# UEFA Intertoto Cup 2008

Standardmäßige Aufteilung der Vereine in drei Gruppen. In der Saison 2008 gibt es vier Abweichungen von dieser Aufteilung.

Für den UEFA Intertoto Cup 2008 durften 50 Mitgliedsverbände der UEFA jeweils eine Fußball-Mannschaft in den Wettbewerb schicken. In drei Runden wurde um elf Plätze für die zweite Qualifikationsrunde des UEFA-Pokals 2008/09 gespielt. Die Mannschaften der Verbände, welche in der UEFA-Fünfjahreswertung die vorderen Plätze belegten, stiegen erst später in den Wettbewerb ein (Platz 9 bis 22 – ab 2. Runde, Platz 1 bis 8 – ab 3. Runde).
Um die Reisekosten für die Vereine niedrig zu halten, wurden alle Mannschaften nach geografischen und logistischen Gründen in drei Gruppen aufgeteilt: Nordeuropa, Mitteleuropa und Südeuropa. Die Vertreter aus den asiatischen Staaten Aserbaidschan, Armenien, Kasachstan und Georgien wurden dabei der Mitteleuropa-Gruppe zugeordnet, ebenso die osteuropäischen Mannschaften aus Belarus und Moldawien bzw. ab der zweiten Runde Russland und Ukraine, sowie Rumänien ab der dritten Runde. Der Vertreter der Schweiz hingegen stieg, wie auch die israelische Mannschaft, in die Gruppe Südeuropa ein (2. Runde), der niederländische Vertreter in die Gruppe Nordeuropa (3. Runde).
Die diesjährigen Austragungen waren die letzten des Intertoto-Wettbewerbes. Ab 2009 ging der UI-Cup in der Qualifikation des zur UEFA Europa League umgeformten UEFA-Pokals auf.

## Erste Runde
Die Hinspiele fanden am 21./22. Juni, die Rückspiele am 28./29. Juni 2008 statt.
|                        | Gesamt    |                         | Hinspiel  | Rückspiel |
| Südeuropa              | Südeuropa | Südeuropa               | Südeuropa | Südeuropa |
| ---------------------- | --------- | ----------------------- | --------- | --------- |
| KS Besa Kavaja         | (a)1:1(a) | Ethnikos Achnas         | 0:0       | 1:1       |
| NK Čelik Zenica        | (a)4:4(a) | FK Grbalj Radanovići    | 3:2       | 1:2       |
| HNK Rijeka             | 0:2       | FK Renova Džepčište     | 0:0       | 0:2       |
| Hibernians Paola       | 0:3       | ND Gorica               | 0:3       | 0:0       |
| Mitteleuropa           |           |                         |           |           |
| Schetissu Taldyqorghan | 3:6       | Honvéd Budapest         | 1:2       | 2:4       |
| MIKA Aschtarak         | (a)2:2(a) | FC Tiraspol             | 2:2       | 0:0       |
| Neftçi Baku            | (a)3:3(a) | FC Nitra                | 2:0       | 1:3       |
| KS Cracovia            | 1:5       | FK Schachzjor Salihorsk | 1:2       | 0:3       |
| Etzella Ettelbrück     | (a)2:2(a) | Lokomotive Tiflis       | 0:0       | 2:2       |
| Nordeuropa             |           |                         |           |           |
| Ekranas Panevėžys      | 4:0       | JK Trans Narva          | 1:0       | 3:0       |
| HB Tórshavn            | 1:4       | IF Elfsborg             | 1:4       | 0:0       |
| Bohemians Dublin       | 9:3       | Rhyl FC                 | 5:1       | 4:2       |
| Lisburn Distillery     | 3:6       | Turku PS                | 2:3       | 1:3       |
| FK Riga                | 3:2       | Fylkir Reykjavík        | 1:2       | 2:0       |

## Zweite Runde
Die Hinspiele fanden am 5./6. Juli, die Rückspiele am 12./13. Juli 2008 statt.
|                         | Gesamt    |                         | Hinspiel  | Rückspiel |
| Südeuropa               | Südeuropa | Südeuropa               | Südeuropa | Südeuropa |
| ----------------------- | --------- | ----------------------- | --------- | --------- |
| FC Tschernomorez Burgas | 3:1       | ND Gorica               | 1:1       | 2:0       |
| FK Grbalj Radanovići    | 2:3       | Sivasspor               | 2:2       | 0:1       |
| Grasshopper Club Zürich | 5:1       | KS Besa Kavaja          | 2:1       | 3:0       |
| FK Renova Džepčište     | 1:3       | FC Bnei Sachnin         | 1:2       | 0:1       |
| OFK Belgrad             | 2:3       | Panionios Athen         | 1:0       | 1:3       |
| Mitteleuropa            |           |                         |           |           |
| Germinal Beerschot      | 1:2       | Neftçi Baku             | 1:1       | 0:1       |
| Saturn Ramenskoje       | 8:1       | Etzella Ettelbrück      | 7:0       | 1:1       |
| FC Tiraspol             | 1:3       | Tawrija Simferopol      | 0:0       | 1:3       |
| SK Sturm Graz           | 2:0       | FK Schachzjor Salihorsk | 2:0       | 0:0       |
| FK Teplice              | (a)3:3(a) | Honvéd Budapest         | 1:3       | 2:0       |
| Nordeuropa              |           |                         |           |           |
| Turku PS                | 1:4       | Odense BK               | 1:2       | 0:2       |
| Hibernian Edinburgh     | 0:4       | IF Elfsborg             | 0:2       | 0:2       |
| Ekranas Panevėžys       | 1:7       | Rosenborg Trondheim     | 1:3       | 0:4       |
| FK Riga                 | (a)2:2(a) | Bohemians Dublin        | 1:0       | 1:2       |

## Dritte Runde
Die Hinspiele fanden am 19./20. Juli, die Rückspiele am 26./27. Juli 2008 statt.

Die 11 Mannschaften, die siegreich aus der Runde hervorgingen, nahmen an der zweiten Qualifikationsrunde des UEFA-Pokals 2008/09 teil.
|                         | Gesamt           |                         | Hinspiel  | Rückspiel |
| Südeuropa               | Südeuropa        | Südeuropa               | Südeuropa | Südeuropa |
| ----------------------- | ---------------- | ----------------------- | --------- | --------- |
| FC Bnei Sachnin         | 1:3              | Deportivo La Coruña     | 1:2       | 0:1       |
| Panionios Athen         | 0:2              | SSC Neapel              | 0:1       | 0:1       |
| Sivasspor               | 0:5              | Sporting Braga          | 0:2       | 0:3       |
| Grasshopper Club Zürich | 4:0              | FC Tschernomorez Burgas | 3:0       | 1:0       |
| Mitteleuropa            |                  |                         |           |           |
| Saturn Ramenskoje       | 1:3              | VfB Stuttgart           | 1:0       | 0:3 n. V. |
| Neftçi Baku             | 2:3              | FC Vaslui               | 2:1       | 0:2       |
| Stade Rennes            | 1:1 (10:9 i. E.) | Tawrija Simferopol      | 1:0       | 0:1 n. V. |
| SK Sturm Graz           | 2:1              | Honvéd Budapest         | 0:0       | 2:1       |
| Nordeuropa              |                  |                         |           |           |
| NAC Breda               | 1:2              | Rosenborg Trondheim     | 1:0       | 0:2       |
| Odense BK               | 2:3              | Aston Villa             | 2:2       | 0:1       |
| IF Elfsborg             | 1:0              | FK Riga                 | 1:0       | 0:0       |

## Sieger
UI-Cup-Sieger darf sich das Team nennen, das im UEFA-Pokal am weitesten kommt.
| In der Zweiten Qualifikationsrunde des UEFA-Pokals ausgeschieden | SK Sturm Graz           |
| In der Zweiten Qualifikationsrunde des UEFA-Pokals ausgeschieden | IF Elfsborg             |
| In der Zweiten Qualifikationsrunde des UEFA-Pokals ausgeschieden | Grasshopper Club Zürich |
| In der 1. Runde des UEFA-Pokals ausgeschieden                    | SSC Neapel              |
| In der 1. Runde des UEFA-Pokals ausgeschieden                    | Stade Rennes            |
| In der 1. Runde des UEFA-Pokals ausgeschieden                    | FC Vaslui               |
| In der Gruppenphase des UEFA-Pokals ausgeschieden                | Rosenborg Trondheim     |
| Im Sechzehntelfinale des UEFA-Pokals ausgeschieden               | Aston Villa             |
| Im Sechzehntelfinale des UEFA-Pokals ausgeschieden               | Deportivo La Coruña     |
| Im Sechzehntelfinale des UEFA-Pokals ausgeschieden               | VfB Stuttgart           |
| Sieger (Im Achtelfinale des UEFA-Pokals ausgeschieden)           | Sporting Braga          |

## Torschützen
|   | Name                | Land         | Verein                  | Tore |
| - | ------------------- | ------------ | ----------------------- | ---- |
| 1 | Dmitri Kiritschenko | Russland     | Saturn Ramenskoje       | 5    |
| 2 | Baye Djiby Fall     | Kamerun      | Odense BK               | 3    |
|   | Yssouf Koné         | Burkina Faso | Rosenborg Trondheim     | 3    |
|   | Samel Šabanović     | Montenegro   | Grasshopper Club Zürich | 3    |